# Eryphus carinatus
Eryphus carinatus är en skalbaggsart som först beskrevs av Dmytro Zajciw 1970.  Eryphus carinatus ingår i släktet Eryphus och familjen långhorningar. Inga underarter finns listade i Catalogue of Life.